# Eugenia aloysii
Eugenia aloysii là một loài thực vật có hoa trong Họ Đào kim nương. Loài này được C.J.Saldanha mô tả khoa học đầu tiên năm 1996.